# Egchel
Egchel is een dorp in de gemeente Peel en Maas, in de provincie Limburg en ligt vlak tegen Panningen aan. In 2008 overschreed Egchel de grens van duizend inwoners.

## Etymologie
De naam Egchel heeft waarschijnlijk een ontwikkeling doorgemaakt van Achtel, Agell, Naichel, Achel, Aechell, Aggel en Eggel naar het huidige Egchel.  De naam is samengesteld uit de woorden aha en lo. Aha betekent water, een lo is een bos op zanderige grond en meestal vlak bij een nederzetting gelegen. Egchel betekent dus "Het op zandgrond gelegen bosje bij het water".

## Geschiedenis
In Egchel zijn diverse oudheidkundige voorwerpen gevonden uit de vijfde en de achtste eeuw. Het gebied zou in vroeger tijden een jachtgebied geweest zijn. De landweer (verdedigingswal) is een van de oudste nog zichtbare sporen uit vroegere tijden. Hiervan zijn nog restanten te zien op Keuperhei, Egchelheide en Heide. Vanaf de jaren twintig werd geprobeerd een eigen parochie op te zetten en sinds 1948 heeft Egchel een eigen kerk. In 1998 verscheen het historisch boek 'Van Achell tot Egchel' aan de hand van Henk Thiesen. Hierin staat de hele geschiedenis van het oude 'Achell' tot aan het hedendaagse Egchel. 
Egchel staat bekend om zijn grote tuinbouwbedrijven, waaronder een komkommerbedrijf en een groot paprikabedrijf.
Per 1 januari 2010 maakt Egchel, als kern uit de voormalige gemeente Helden, deel uit van de gemeente Peel en Maas.

## Bezienswaardigheden
- Sint-Jacobus de Meerderekerk
- Sint-Catharinakapel in de Heldense Bossen

## Natuur en landschap
Egchel ligt op hoge zandgrond op een hoogte van ongeveer 33 meter.
Naar het noorden toe ligt Egchel dicht tegen de bebouwing van Panningen en Helden aan. In het oosten ligt het Boekenderbos en in het zuidwesten de Egchelse Heide, een grootschalig ontginningsgebied, begrensd door het Afwateringskanaal Meijel-Neer aan de Maas. Landbouw en grootschalige tuinbouw zijn de belangrijkste activiteiten in Egchel.

## Verenigingsleven
Egchel kent sinds 2004 een eigen popfestival, EGOpop. Dit wordt georganiseerd door mensen uit alle leeftijdscategorieën, waarvan de meesten uit Egchel zelf komen.
Er zijn zo'n 18 verenigingen actief, waarvan voetbalclub SV Egchel en Jongerenvereniging Jong Nederland Egchel beide meer dan 150 leden en/of vrijwilligers hebben.

## Geboren
- Jac Naus (1913-1945), priester en verzetsstrijder.

## Nabijgelegen kernen
Panningen, Helden, Roggel, Neer
Dorpen: Baarlo · Beringe · Egchel · Grashoek · Helden · Kessel · Kessel-Eik · Koningslust · Maasbree · Meijel · Panningen

Buurtschappen: Belgenhoek · Berg · Bong · Broek · Dekeshorst · Dijk · Donk (Kessel) · Donk (Meijel) · Driessen · Dubbroek · Egchelheide · Everlo · Groeze · 't Heeske · Hei (Baarlo) · Hei (Kessel) · Heldensedijk · Hof · In de Hoeven · Hert · Hout · Houthei · Houwenberg · Hub · Katsberg · Kaumeshoek · De Kievit · Korte Heide · Keup · Laagheide · Laar · Lange Heide · Lang Hout · Langstraat · Leeuwerik · Loo · Maris · Molenbaan · Molenhuizen · Nederweerterdijk · Onder en Eindt · Oyen · Platveld · Rinkesfort · Roggelsedijk · 't Rooth · Schafelt · Siberië · Soeterbeek · Spiesberg · Spurkt · Steenoven · Tongerlo · Vergelt · Vieruitersten · Vliegert · Vosberg · Vliegert · Witdonk · Zandberg (Helden) · Zandberg (Maasbree) · Zelen

Limburg: Steden en dorpen      Nederland: Provincies · Gemeenten